# Marieves
Marieves (německy Mariendorf) je osada, v níž žije 86 obyvatel, leží 561 metrů nad mořem a patří k Příjemkám a městu Chotěboř.
Původ osady souvisí s Marií Oldřiškou La Motte-Frintropp, druhou manželkou Josefa Jáchyma Vančury z Řehnic. Manželský pár v rok své svatby (1811) poskytl pastviny obce Počátky svým lesním dělníkům, aby zde postavili sídliště. Vlivem Josefa Jáchyma Vančury z Řehnic jsou zde uplatněny moderní urbanistické zásady - domy jsou daleko od sebe a nestejně vzdálené od cesty. Původně se jednalo asi o Němce od Německého Brodu a Jihlavy.
V roce 1957 byla osada oddělena od Počátek a připojena k sousedním Příjemkám.
Rodák Adolf Wencbauer nechal v obci vystavět pomník obětem první a druhé světové války. Je zde zmíněna i zakladatelka vsi.

## Galerie

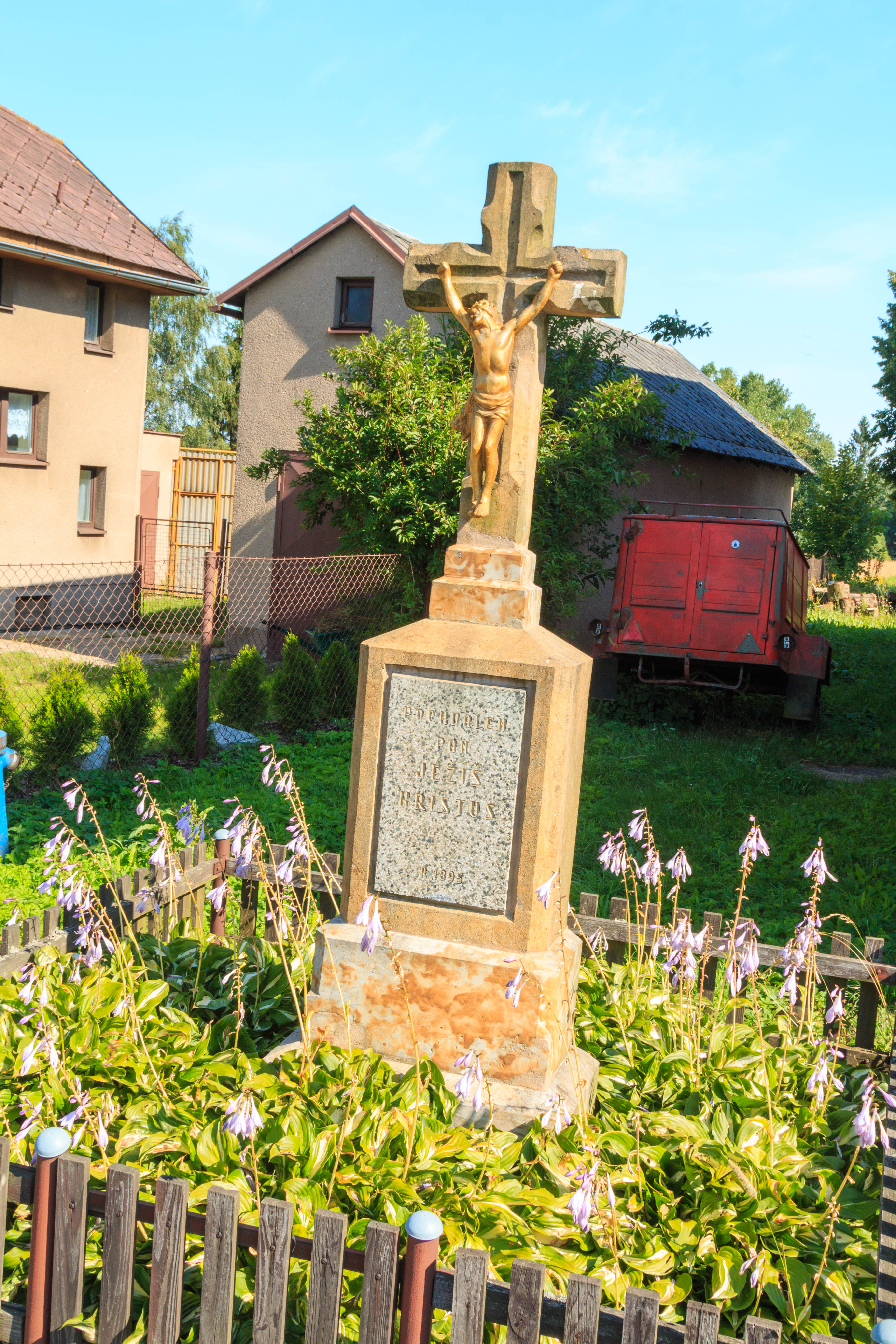
Marieves - kříž u čp. 25
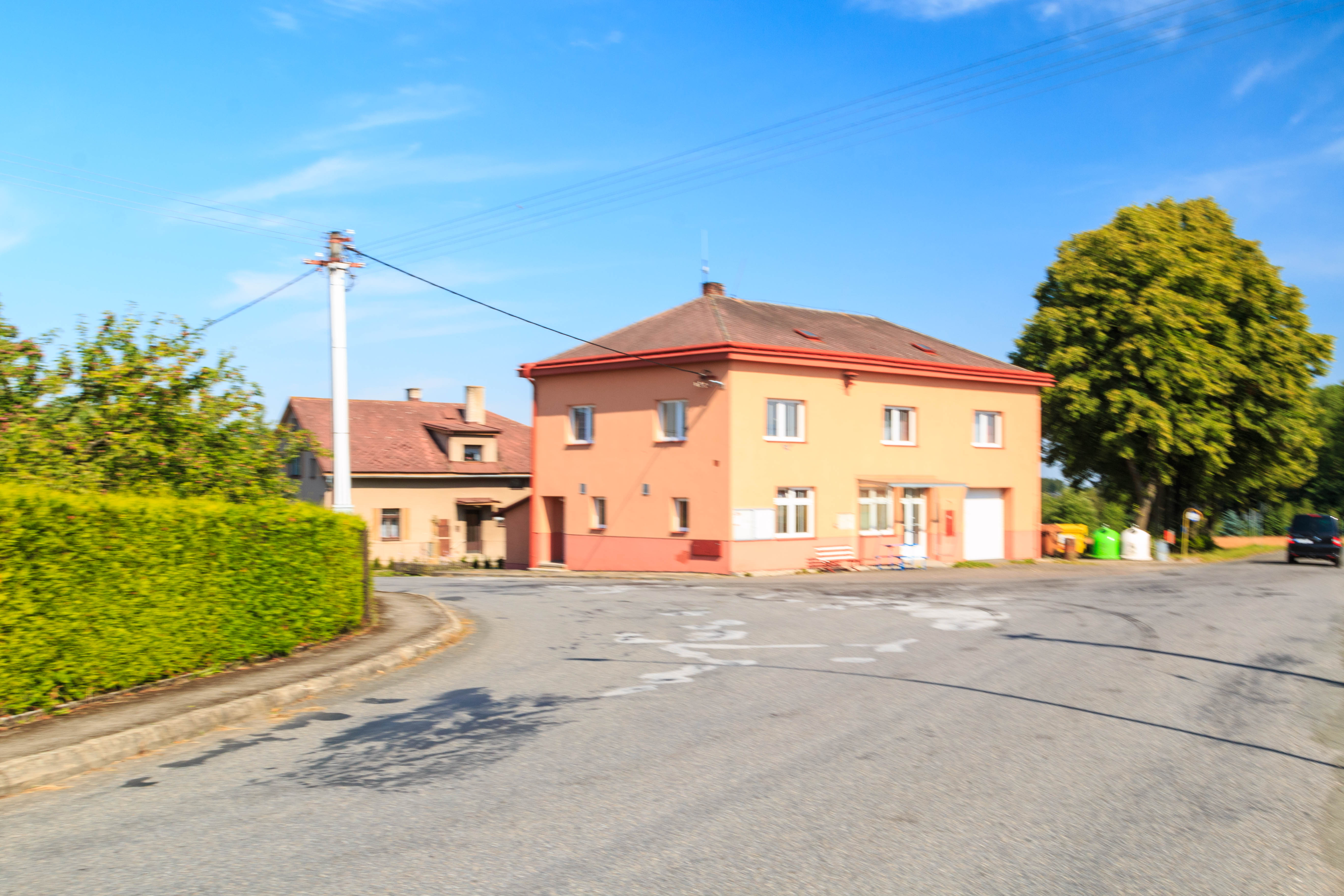
Marieves - čp. 28
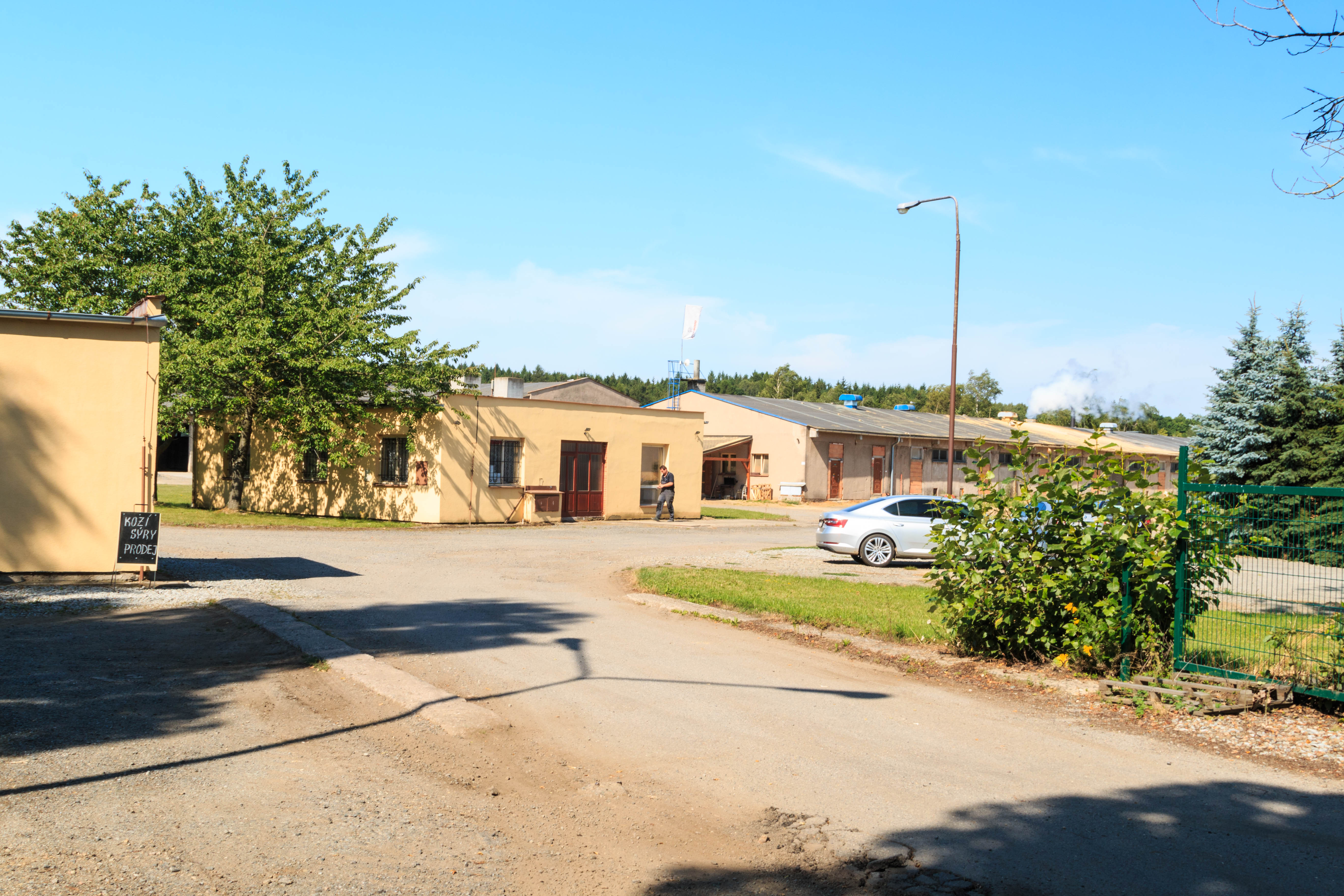
Marieves - kozí farma
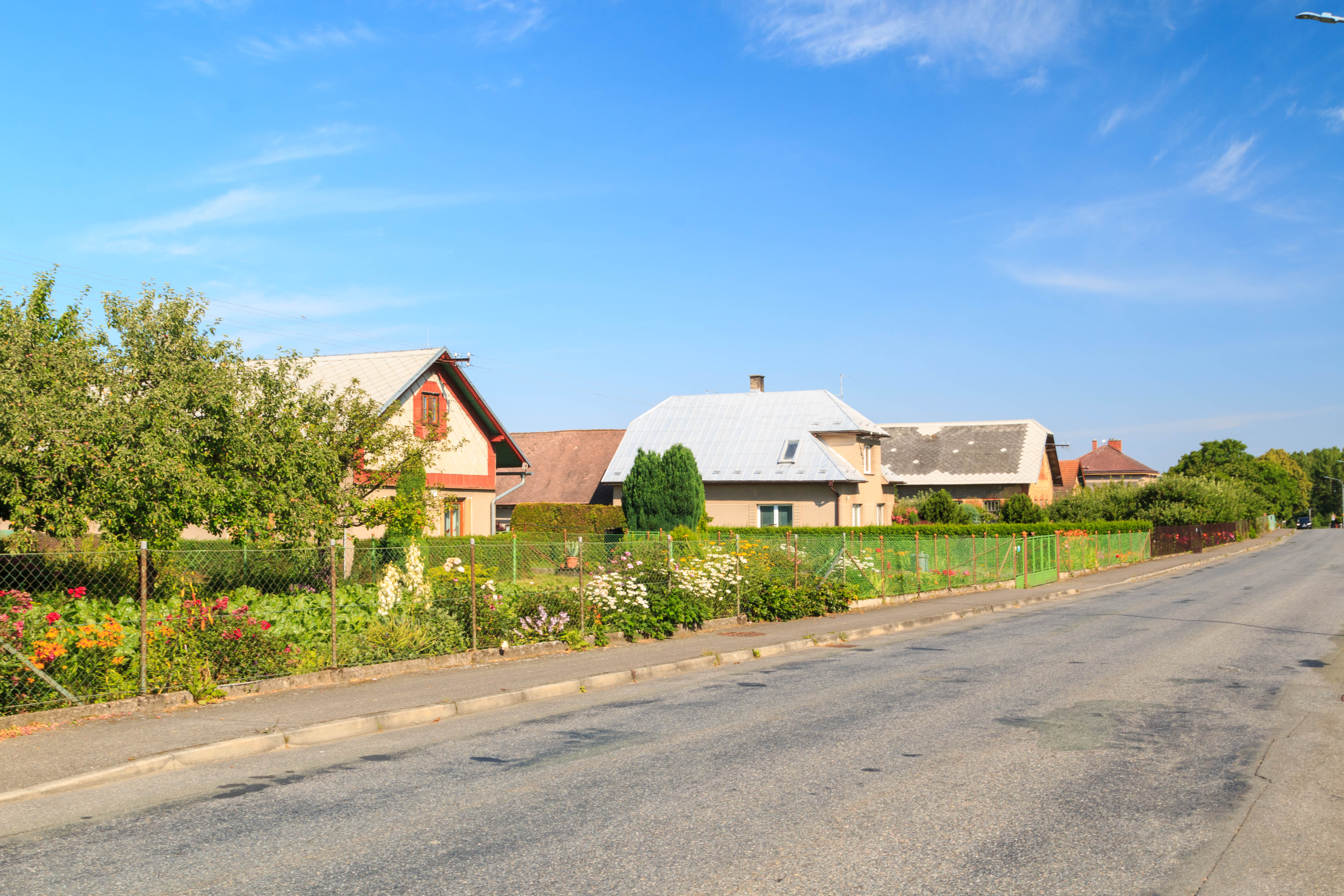
Marieves - čp. 14